# Sydslesvigudvalget
Sydslesvigudvalget er et udvalg som administerer den danske stats tilskud til dansk kulturel virksomhed i Sydslesvig. Udvalgets medlemmer udpeges af (men er ikke nødvendigvis medlemmer af) Folketinget. Indtil Sydslesviglovens ikrafttræden den 10. april 2010 hed udvalget formelt Udvalget vedrørende Danske Kulturelle Anliggender i Sydslesvig
. 

## Historie
Udvalget blev oprettet i 1921 på foranledning af den daværende statsminister Niels Neergaard, som i sin tale ved genforeningsfesten på Dybbøl Banke den 11. juli 1920, henvendt til de danske sydslesvigere, som ikke var blevet genforenet med Danmark, udtalte: "Det kan jeg sige på regeringens, ja, jeg tør sige på hele det danske folks vegne: De skal ikke blive glemt!". Denne udtalelse har siden udgjort legitimationen for, at den danske stat årligt yder et tilskud til støtte for dansk sprog og kultur i Sydslesvig. I begyndelsen gik støtten kun til institutioner i det såkaldte 2. afstemningsområde, dvs. den nordlige del af Sydslesvig. Først fra 1969 er den danske stats støtte gået til danske institutioner i hele Sydslesvig. Udvalget havde til at begynde med kun tre medlemmer. Fra 1974 har man brugt det princip, at de partier i Folketinget, som har mandater nok til at få en plads i Finansudvalget (minimum 10 mandater) også har ret til at udpege et medlem af Udvalget. Dette princip fører som regel til, at udvalget har seks medlemmer, men i perioder har der dog kun været fem medlemmer. 

## Opgaver
Udvalget forestår fordelingen af den danske stats tilskud til det danske mindretal i Sydslesvig. Beløbet, som i 2009 er på ca. 500 mio. kroner, er for langt hovedpartens vedkommende en del af Undervisningsministeriets budget, og går i hovedsagen til driften af danske skoler, børnehaver, fritidshjem og biblioteker i Sydslesvig. En mindre del af beløbet stammer fra Indenrigs- og Sundhedsministeriets samt Kirkeministeriets budgetter og går til driften af henholdsvis danske plejehjem og danske kirker.

## Sammensætning
Efter folketingsvalget den 18. juni 2015 består udvalget af:
- Anni Matthiesen (V), formand
- Martin Henriksen (DF)
- Christian Juhl (EL)
- Christian Rabjerg Madsen (S)
- Merete Dea Larsen (DF)

Sydslesvigudvalgets sekretær er Steffen Bang, chefkonsulent i Undervisningsministeriet.
Indtil Sydslesviglovens ikrafttræden i 2010 deltog også Grænseforeningens formand og generalsekretær i Sydslesvigudvalgets møder som observatører.

## Anden støtte til Sydslesvig
Den danske folkedel i Sydslesvig modtager også støtte fra en række foreninger, herunder Grænseforeningen, Slesvig-Ligaen og Sydslesvigsk Udvalg af 5. maj 1945 (Ejderindsamlingen). Desuden støttes danskheden af private fonde, herunder ikke mindst A.P. Møller og Hustru Chastine Mc-Kinney Møllers Fond til almene Formaal.

## Eksterne kilder
- Grænseforeningens leksikon Sydslesvigudvalget
- Sydslesvigudvalgets hjemmeside Arkiveret 2. juli 2016 hos  Wayback Machine